# Xtreme Xplosives
Xtreme Xplosives（エクストリーム・エクスプローシブ）とは、JVCケンウッド社が発売している、イヤフォン・ヘッドフォンの商品名である。公式で、略して『XX』と表され、『XXシリーズ』の名で知られる。
『重低音』、『タフボディ』を売りに、非常に重低音の効いた迫力のあるサウンドが人気の商品で、アメリカからの逆輸入品である。種類が豊富で、エントリーモデルの安価なものからハイエンドモデルの高価で高音質なもの、スマートフォンに対応したものやディスクジョッキー（主にDJと呼ばれる）用のハードなヘッドフォン、そしてBluetoothを使ったワイヤレスのものまで多岐にわたる。この製品は、特に重低音を好む若者に多くの支持を得ている。近年のヘッドフォン事情から、特にワイヤレス商品に力を入れており、ワイヤレスでも迫力のある音が楽しめ、バッテリーの持ちも良く、スマートフォンのアプリケーションとの連携をすることでさらに利便性が良くなっている。

## 関連サイト
- JVCケンウッド公式ホームページ